# Thyrgis ruscia
Thyrgis ruscia är en fjärilsart som beskrevs av Druce 1895. Thyrgis ruscia ingår i släktet Thyrgis och familjen björnspinnare. Inga underarter finns listade i Catalogue of Life.